# David Jan Novotný
David Jan Novotný (* 28. listopadu 1947 Praha) je vysokoškolský pedagog, spisovatel, scenárista a publicista.

## Profesní kariéra
Po maturitě prošel řadou povolání: pracoval na poště, jako kočí a pastevec krav u státního statku v Krkonoších, divadelní vrátný, závozník v pekárnách, asistent produkce v Krátkém filmu Praha, uklízeč v divadle Semafor, vrátný ČSA, závozník v mydlovaru, asistent produkce na Barrandově, pomocný dělník v tiskárně, asistent režie v Krátkém filmu. Po absolutoriu FAMU, obor scenáristika a dramaturgie, nastoupil v roce 1977 jako scenárista Filmového studia Barrandov. V roce 1990 byl přijat jako odborný asistent na FAMU na katedru scenáristiky a dramaturgie, kde byl v roce 1997 jmenován docentem a v roce 2001 profesorem. Od roku 1991 působí na katedře žurnalistiky FSV UK; v letech 2004–2007 byl prvním rektorem Filmové akademie Miroslava Ondříčka v Písku. Od roku 2008 přednášel dramaturgii na bývalé Literární akademii (soukromá vysoká škola Josefa Škvoreckého), kde byl v letech 2010–2013 prorektorem a garantem oboru Literární tvorba. Je autorem filmových a televizních scénářů, desítky povídkových sbírek, novel a knih pro děti, teoretických textů o dramaturgii a scenáristice a publicistických textů v MfDnes, Lidových novinách, Hospodářských novinách. V roce 2008 publikoval Manifest pisoidního realismu, v němž vytyčuje nový umělecký směr v literatuře, malířství a figurální tvorbě. V roce 2011, 2012, 2014 a 2015 působil jako hostující pedagog na univerzitě ve finském Jyväskylä.
Otcem Davida Jana Novotného byl výtvarník Jan Blahoslav Novotný tvořící pod pseudonymem Jebenof, děd evangelický teolog Adolf Novotný.

## Dílo

### Filmografie
- Jak rodí chlap (r. Zdeněk Troška, Jan Ekl, Vladimír Drha) 1979
- Hodinářova svatební cesta korálovým mořem (scénář spolu s Karlem Steigerwaldem a Vladimírem Kalinou; r. Tomáš Svoboda) 1979
- Blázni, vodníci a podvodníci (r. Tomáš Svoboda) 1980
- Plaché příběhy (adaptace povídek Karla Čapka; r. Zdeněk Flídr. Tomáš Tintěra a Dobroslav Zborník) 1980
- Zátah (r. Stanislav Strnad)1981
- Podfuk (scénář spol. s dr. Josefem Pohlem, r. Jan Schmidt)1985
- Pátá čtvrť: zmizelé město pražské (dokumentární film, r. Josef Císařovský) 2011

### Televize
- Někdo schází u stolu (r. Pavlína Moskalyková)1990
- Strážní andělé (r. Petr Koliha)1996
- Motel Anathema (dvanáctidílný seriál s bývalými studenty FAMU, Kateřinou Fukovou, Hanou Musilovou a Petrem Slabým, r. Jiří Kos) ČT 1998
- Causa Kain č.j.2 (r. David Sís) ČT 1998
- Nesesmilníš – homosexualita a víra, dokument, (r. Stanislav Zeman) ČT 2004
- Mendelovi (3+1 s M. Donutilem, Otcové a synové, r. František Filip) ČT 2008
- Tatahotel (3+1 s M. Donutilem, Otcové a synové, r. František Filip) ČT 2008
- Soutchán (3+1 s M. Donutilem, Otcové a synové, r. František Filip) ČT 2008
- Než řekneš švec (úvodní díl tv. seriálu Policajti z cenra) ArtForum 21 2012

### Dramaturgie a dramaturgická spolupráce
- Eliška má ráda divočinu (r. Otakáro Schmidt) 1999
- Děvčátko (r. Benjamin Tuček) 2003
- Mistři (r. Marek Najbrt) 2004
- Hranice (r. Martin Kopp, koprodukce Filmové akademie Miroslava Ondříčka v Písku a ČT) 2006
- Všechno nejlepší! (r. Martin Kotík) 2006
- Vy nám taky, šéfe! (r. Martin Kotík) 2008
- Policajti z centra (Česko-slovenský televizní seriál. r. Jiří Cieslar a Tibor Szilvasi) 2012